# Смет, Густав де
Густав де Смет (нидерл. Gustave de Smet, род. 21 января 1877 г. Гент — ум. 8 октября 1943 г. Дёрле, Восточная Фландрия) — бельгийский художник, писавший свои работы в преимущественно импрессионистском и экспрессионистском стилях.

## Жизнь и творчество
Смет родился в Генте в 1877 году. Его отец был декоратором и фотографом. Сначала Гюстав и его брат работали в мастерской отца, а затем стали посещать Королевскую академию изящных искусств, где они учились у Жана Дельвина. Ранние его работы созданы под влиянием импрессионизма. Начиная с 1908 года художник живёт и работает в городке Синт-Мартенс-Латем. В это время он находился под влиянием работ Эмиля Клауса. С началом Первой мировой войны в 1914 году Де Смет бежит в Нидерланды. Здесь он знакомится с экспрессионистским искусством, что коренным образом меняет его творчество. Полотна художника этого периода мрачны, полны беспокойного движения. В 1922 году Де Смет возвращается в Бельгию, живёт сперва в Генте, затем возвращается в Синт-Мартенс-Латем. Картины, написанные им в 1920-е — 1930-е годы, более оптимистичны, основной их темой становится изображение человека и его жизненных обстоятельств.
Художник в конце своего творческого пути писал также пейзажи и городские виды; работы этого периода выполнены в реалистической манере.

## Избранные работы
- Stilleven met fruit (1906)
- La femme au rosier (1912)
- Korenakker te Blaricum (1915)
- Oude Boerderij (Blaricum) (1916)
- De grote schietkraam (1923)
- Les jeunes capitaines (1927)
- Het goede huis (1927)
- Jeune paysanne (1928)
- Le canapé bleu (1928)
- La famille (1933)
- Grazing Cow (1935)
- Béatrice (1923)